# Stephen Rennicks
Pour les articles homonymes, voir Rennicks.
Stephen Rennicks, né en 1972, est un musicien et compositeur de musique de film irlandais basé à Dublin.

## Biographie
Enfant, Rennicks écoute et chante principalement ce qu'il décrivait comme « la musique gospel, les chœurs et les hymnes des baptistes irlandais protestants », et affirma plus tard que cela a eu une influence sur son processus d'apprentissage de l'harmonie. Au cours des dernières années des années 1980, Rennicks est membre d'un groupe, The Prunes, qui parcourt les boîtes de nuit en France et en Allemagne en jouant de la musique punk.
Rennicks travaille avec le réalisateur Lenny Abrahamson sur What Richard Did (2012). Pour Abrahamson, il est ensuite directeur musical du film Frank (2014), où il a est chargé d'écrire des chansons hybrides de pop et de rock expérimental. Rennicks s' inspire des musiciens qu'il a rencontrés avec The Prunes, écrit la partition et supervise les enregistrements de ses chansons originales. Pour Frank, Rennicks remporte le prix de la meilleure réalisation technique - Musique aux British Independent Film Awards de 2014 et est nommé pour la partition originale aux 12e Irish Film &amp; Television Awards.
Abrahamson et Rennicks collaborent de nouveau sur le film Room (2015). En tant que coproduction canadienne, Rennicks est nommé pour le Prix Écrans canadiens de la meilleure musique en janvier 2016. En avril, il remporte ensuite le prix Original Music aux 13th Irish Film Television Awards.

## Récompenses et distinctions
- (en) Stephen Rennicks: Awards, sur l'Internet Movie Database